# Æthelstan

Æthelstan hay Athelstan (/ ˈæθəlstæn /; tiếng Anh cổ: Æðelstān [ˈæðelstɑ: n]; tiếng Bắc Âu cổ: Aðalsteinn; khoảng 894 - 27 tháng 10 năm 939) là Vua của Anglo-Saxon từ năm 924 đến năm 927 và Vua của Anh từ năm 927 đến khi ông qua đời vào năm 939. Ông là con trai của Vua Edward trưởng giả và người vợ đầu tiên của ông, Ecgwynn. Các nhà sử học hiện đại coi ông là vị vua đầu tiên của Vương quốc Anh và là một trong những "vị vua Anglo-Saxon vĩ đại nhất". Ông không lập gia đình và không có con. Ông được kế vị bởi người anh cùng cha khác mẹ của mình, Edmund I.
Khi Edward qua đời vào tháng 7 năm 924, Æthelstan được người Mercians chấp nhận làm vua. Anh trai cùng cha khác mẹ của anh ta, Ælfweard có thể đã được công nhận là vua ở Wessex, nhưng đã kết thúc trong vòng ba tuần sau cái chết của cha họ. Æthelstan gặp phải sự kháng cự ở Wessex trong vài tháng, và không được đăng quang cho đến tháng 9 năm 925. Năm 927, ông chinh phục vương quốc Viking cuối cùng còn sót lại, York, khiến ông trở thành vị vua đầu tiên của toàn nước Anh. Năm 934, ông xâm lược Scotland và buộc Constantine II phải phục tùng mình. Sự cai trị của Æthelstan đã bị người Scotland và người Viking phẫn nộ, và vào năm 937, họ đã xâm lược nước Anh. Æthelstan đã đánh bại họ trong trận Brunanburh, một chiến thắng đã mang lại cho ông uy tín lớn cả ở quần đảo Anh và lục địa châu Âu. Sau khi ông qua đời vào năm 939, người Viking đã giành lại quyền kiểm soát York, và cuối cùng nó đã không được thu hồi lại cho đến năm 954.
Chính phủ tập trung Æthelstan; ông tăng cường kiểm soát việc sản xuất các điều lệ và triệu tập các nhân vật hàng đầu từ các khu vực xa xôi đến hội đồng của mình. Các cuộc họp này cũng có sự tham gia của các nhà cai trị bên ngoài lãnh thổ của ông, đặc biệt là các vị vua xứ Wales, những người đã thừa nhận quyền thống trị của ông. Nhiều văn bản pháp luật tồn tại từ triều đại của ông hơn bất kỳ vị vua Anh thế kỷ 10 nào khác. Chúng thể hiện mối quan tâm của ông về những vụ trộm cướp ngày càng lan rộng và mối đe dọa mà chúng gây ra đối với trật tự xã hội. Những cải cách pháp lý của ông được xây dựng dựa trên những cải cách của ông nội, Alfred Đại đế. Æthelstan là một trong những vị vua ngoan đạo nhất, và được biết đến với việc sưu tầm các di vật và thành lập các nhà thờ. Hộ gia đình của ông là trung tâm học tiếng Anh trong thời trị vì của ông, và nó đã đặt nền tảng cho cuộc cải cách tu viện Benedictine vào cuối thế kỷ này. Không có vị vua nào đóng vai trò quan trọng trong nền chính trị châu Âu như Æthelstan, và ông đã sắp xếp cuộc hôn nhân của một số chị em gái của mình với các vị quân chủ khác tại châu Âu.